# Kirino Toshiaki
Kirino Toshiaki (桐野 利秋 Đồng Dã Lợi Thu,  ngày 11 tháng 12 năm 1838 – ngày 24 tháng 9 năm 1877) là một samurai sống vào cuối thời kỳ Edo, và là tướng lĩnh Lục quân Đế quốc Nhật Bản đầu thời Minh Trị.

## Tiểu sử
Kirino, còn được gọi là Nakamura Hanjirō (中村 半次郎 Trung Thôn Bán Thứ Lang), nổi tiếng là một trong tứ đại Hitokiri thời Mạc mạt. Kiếm phái của ông là Ko-jigen-ryū, một nhánh của trường phái dùng kiếm tốc độ cao Jigen-ryū. Các hoạt động của Kirino trong thời gian đầu đến giữa những năm 1860 chủ yếu tập trung vào Kyoto. Trong chiến tranh Boshin, với tư cách là chỉ huy cấp cao của quân binh phiên Satsuma, ông là sĩ quan cấp cao của quân tân chính phủ. Chính Kirino là người đại diện cho quân đội triều đình trước sự đầu hàng của thành Wakamatsu, và tiếp nhận đơn xin hàng từ Matsudaira Katamori, lãnh chúa phiên Aizu.
Kirino trở thành chuẩn tướng trong những năm đầu phục vụ Lục quân Đế quốc Nhật Bản. Tuy vậy, ông lại gia nhập lực lượng của Saigō Takamori trong cuộc nổi loạn Satsuma, tham gia vào cuộc hành quân lên phía bắc đến Kumamoto. Vốn yêu thích nước hoa Pháp Eau de Cologne, Kirino vẫn mang theo chai nước hoa này bên mình ngay cả trong trận quyết chiến tại Shiroyama. Kirino sát cánh cùng Saigō cho đến phút cuối cùng, và bị giết vào cuối cuộc chiến. Ông được chôn cất cùng với Saigō Takamori, Beppu Shinsuke, Katsura Hisatake, Murata Shinpachi, Shinohara Kunimoto, và Oyama Tsunayoshi cùng những người khác tại Nghĩa trang Nanshu, tỉnh Kagoshima, Nhật Bản.
Vợ của Kirino, Hisa (ヒサ), con gái thứ hai của Chōsa Koemon (帖佐 小右衛門 Thiếp Tá Tiểu Hữu Vệ Môn), Là một võ sĩ tài giỏi. Như đã thấy trong một số tranh in mộc bản ukiyo-e đương thời mô tả cuộc nổi dậy, bà cũng tham gia cuộc hành quân trong vai trò chỉ huy đội nữ binh trợ chiến. Không giống như chồng, bà thoát chết và sống cho đến tận năm 1920.

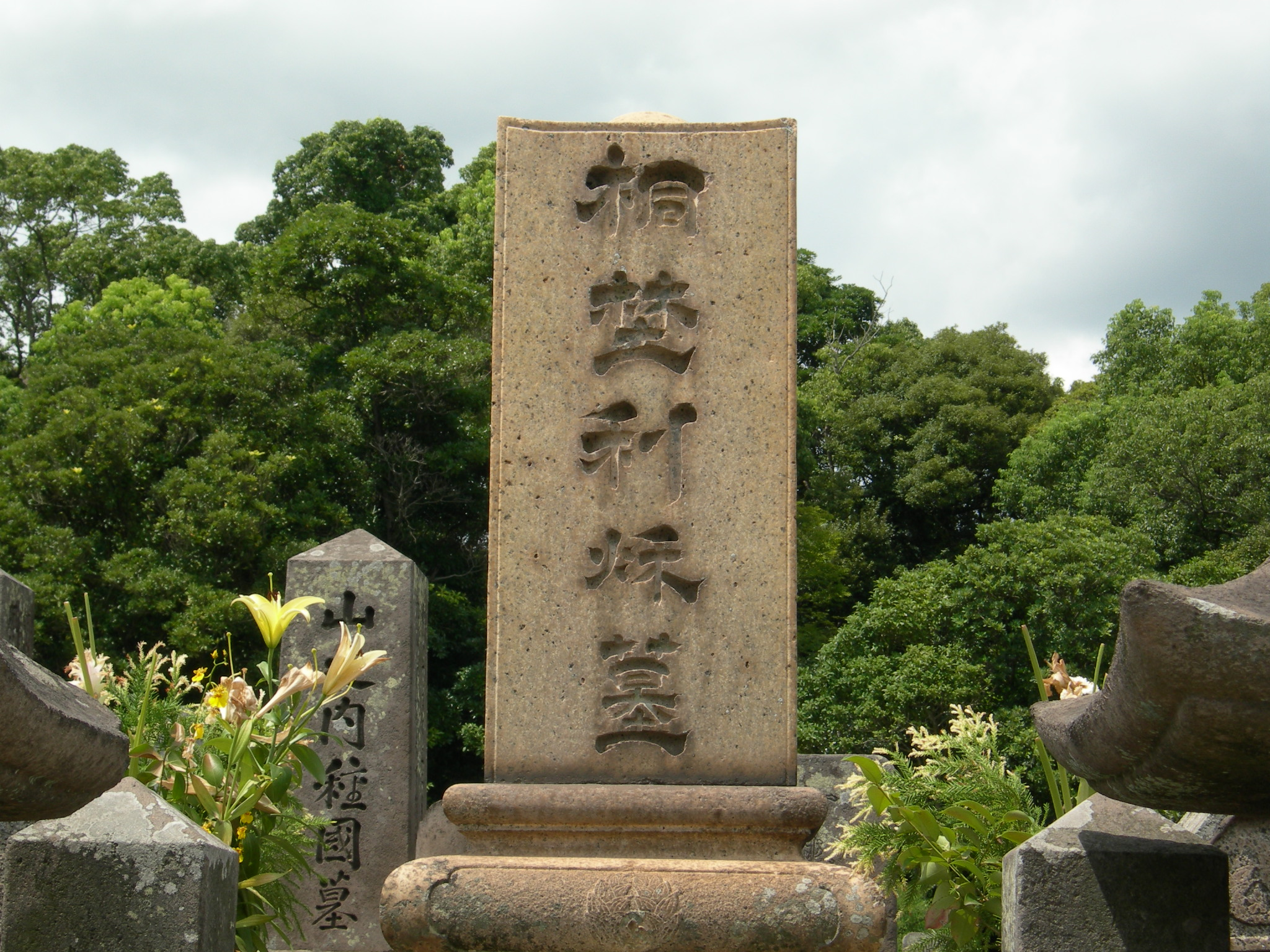
Mộ Kirino Toshiaki

## Ảnh hưởng văn hóa
Kirino xuất hiện như một nhân vật trong Getsumei Seiki mang chủ đề lịch sử, của Kenji Morita.  Kirino cũng xuất hiện với tư cách là Tư lệnh Lục quân trong manga RED: Livin' on The Edge, của Kenichi Muraeda.